# (12777) Manuel
(12777) Manuel est un astéroïde de la ceinture principale.

## Description
(12777) Manuel est un astéroïde de la ceinture principale. Il fut découvert le 27 août 1994 à l'observatoire Pleiade par Plinio Antolini et Giovanni Zonaro. Il présente une orbite caractérisée par un demi-grand axe de 2,60 UA, une excentricité de 0,18 et une inclinaison de 3,7° par rapport à l'écliptique.

## Compléments